# Julio Ayllón
Julio Ayllón, más conocido como El Negro Aparicio, fue un jugador de fútbol de nacionalidad peruana, pero que realizó la mayor parte de su carrera en México. Jugó para Moctezuma, Veracruz, León y Tampico. Siempre fue un goleador y obtuvo el campeonato de goleo de la Primera División de México con 30 goles en 1949. Falleció en 1973.

## Trayectoria

### Inicios
Se inició en el club Santiago Barranco pasando luego al Telmo Carbajo y Mariscal Sucre FBC en su país natal. En este último club logró el título de la Primera División del Perú en 1944.

### Su llegada a México
Llegó a México a mitad de la década de los cuarenta para enrolarse con el Moctezuma de Orizaba, y de ahí pasó a los Tiburones Rojos de Veracruz. Fue en 1949 cuando llega al Veracruz junto con otros 3 peruanos; Quiñónez, Andrade y Grimaldo González, siendo así la temporada 1949/50 su primera con los Escualos. Lograría coronarse como campeón de goleo con 30 goles en 25 partidos para una efectividad de un gol cada 72 minutos.
Sin embargo, ocurre algo inexplicable para la siguiente temporada y el Negro Aparicio sale del Veracruz y pasa a formar parte de las filas del León en la temporada 1950-51. Años después, se supo que el promotor argentino Casildo Osés, compró los derechos del jugador y lo vendió a "Los Panzas Verdes" del León. Este mismo promotor, repitió el truco con este equipo y fue vendido luego a los Jaibos del Tampíco.
Otro momento cumbre de su carrera lo vivió con el equipo de la Jaibos  del Tampico FC, (no confundir con la Jaiba Brava del Tampico-Madero, equipo de la década de los 80's) con el cual fue campeón del Fútbol Mexicano en la temporada 1952-53, teniendo como compañeros de equipo a sus compatriotas Grimaldo González y Rufino Lecca, jugando hasta 1954 con "Los Jaibos" del Tampico.

### Fallecimiento
Julio Ayllón "El Negro" Aparicio falleció en su país en el año 1973.

## Clubes[2]
- Santiago Barranco (1932 - 1940)
- Telmo Carbajo (1941)
- Sucre FBC (1944-1946)
- 1946/47  Unión Deportiva Moctezuma de Orizaba - 12 goles
- 1947/48  Unión Deportiva Moctezuma de Orizaba - 15 goles
- 1948/49  Unión Deportiva Moctezuma de Orizaba - 15 goles
- 1949/50  Club Deportivo Tiburones Rojos de Veracruz - 30 goles
- 1950/51  Club de Fútbol León - 10 goles
- 1952/53  Club Deportivo Tampico - 7 goles
- 1953/54  Club Deportivo Tampico - 13 goles

## Palmarés

### Campeonatos nacionales
| Título                     | Club                   | País   | Año     |
| -------------------------- | ---------------------- | ------ | ------- |
| Primera División del Perú  | Sucre FBC              | Perú   | 1944    |
| Copa México                | Moctezuma de Orizaba   | México | 1946-47 |
| Campeón de Campeones       | Moctezuma de Orizaba   | México | 1946-47 |
| Primera División de México | Veracruz               | México | 1949    |
| Primera División de México | Club Deportivo Tampico | México | 1952-53 |
| Campeón de Campeones       | Club Deportivo Tampico | México | 1952    |

## Distinciones individuales
| Distinción                                                   | Año  |
| ------------------------------------------------------------ | ---- |
| Goleador de la Copa MX (5 goles)                             | 1946 |
| Campeón de goleo de la Primera División de México (30 goles) | 1949 |